# Gjáin

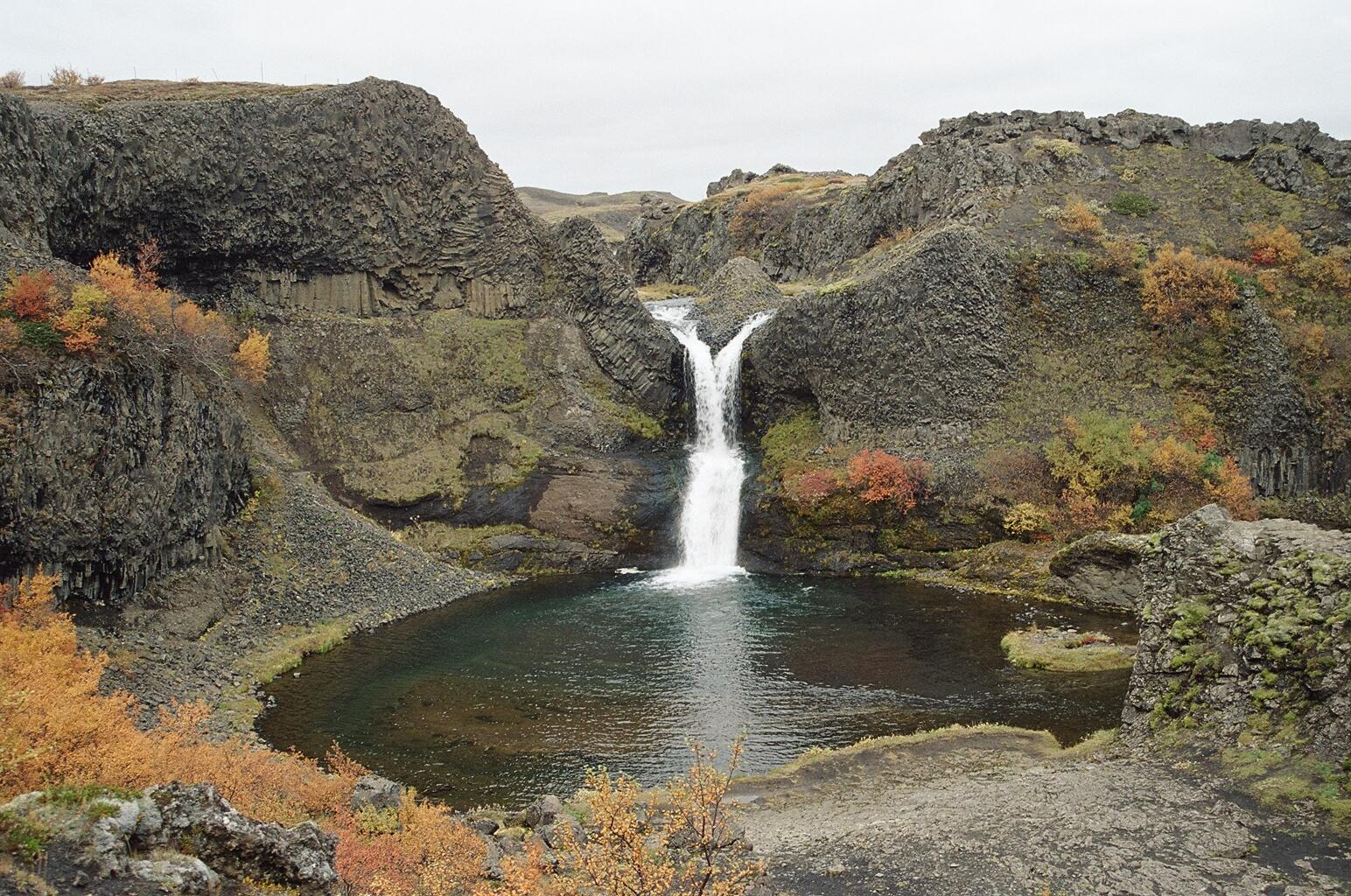
Gjáin

Como a Háifoss, o pequeno vale Gjáin com as suas pequenas quedas de água, lagos e estruturas vulcânicas situa-se no sul da Islândia.
Pode-se aqui chegar andando cerca de meia hora desde a quinta histórica de Stöng. Daqui consegue-se avistar o vulcão Hekla.